# Riedlingen (Donauwörth)
Riedlingen  ist ein Gemeindeteil der Großen Kreisstadt Donauwörth im schwäbischen Landkreis Donau-Ries (Bayern). Zu der Gemarkung Riedlingen gehörten der Gutshof Neudegg sowie die Einöden Posthof, Spindelhof, Quellhaus und Seibertsweiler (Faulhof).

## Bevölkerung
Mit über 4000 Einwohnern ist Riedlingen nicht nur der südwestlich(st)e Gemeindeteil von Donauwörth, sondern gleichzeitig deren mit Abstand bevölkerungsreichster.

## Geschichte
Bei Riedlingen wurden Überreste römischer Villen und Gutshöfe aus dem 1. bis zur Mitte des 3. Jahrhunderts gefunden, Ende der 1990er auch Überreste einer keltischen Siedlung unterhalb des Rambergs. Johann Nepomuk von Raiser berichtete d. W. von einer alten in der Riedlinger Gemarkung verlaufenden Römerstraße.
Die Grundherrschaft über das Dorf gehörte vom späten 13. Jahrhundert an – also seit dem Ende der aus der Gegend des heutigen Nordschwabens stammenden Hohenstaufen – bis zum Ende des alten Reichs überwiegend zur Reichspflege Werd und gelangte im 17. Jahrhundert als Afterlehen an das Kloster Kaisheim. Hiervon zeugen sowohl das Kais(ers)heimische „K“ als auch die Fuggersche Lilie im Wappen der Gemeinde bzw. des Stadtteils, welche wiederum deshalb dort zu finden ist, da die Augsburger Familie seit Anton Fugger „dem Reichen“ privat- und reichsrechtlicher Inhaber der Reichspflege Werd war; seine Nachfahren waren es, die „ihre Rechte im Dorf Riedlingen im Tausch gegen [andere] Guter im Bereich der Reichspflege an die Abtei Kaisheim“ abtraten. Ebenfalls im Ort begütert waren als Lehnsleute Bürgermeister und Rat der Stadt Schwäbisch Werd (seit 1607 Donauwörth) sowie die Klöster Heilig-Kreuz in Donauwörth, St. Ulrich und Afra in Augsburg und Niederschönenfeld.
Anfang Oktober 1546 wurde der Ort unverhofft für wenige Tage zum Schauplatz des Weltgeschehens, als Kaiser Karl V. auf seinem Feldzug gegen die Protestanten im Rahmen des Schmalkaldischen Krieges in einem Bauernhaus in Riedlingen nächtigte. Es handelte sich um die Nacht auf den 11. Oktober 1546. Während des Schmalkaldischen Krieges entstand in Riedlingen auch die Idee zur Gründung der Universität Jena. Der erste schriftliche Anhaltspunkt dazu findet sich in einem Brief des Herzogs von Sachsen Johann Friedrich I. (gen. Hahnfried) an Philipp Melanchthon. Johann Friedrich I. hatte zuvor seine Kurwürde und die damit verbundene Landesuniversität Wittenberg verloren. Absendeort war das Feldlager des Herzogs, welches sich nachweislich vor Schwäbisch Werd auf der Gemarkung von Riedlingen befand. Überhaupt war Schwäbisch Werd zu Beginn dieses Krieges 1546 der Treffpunkt der nördlichen und südlichen Bundesgenossen gewesen.
Riedlingen wurde auch im Zuge der Koalitionskriege gegen Napoléon Bonaparte zum Schauplatz zentraler Truppenbewegungen, wie z. B. im Sommer 1801 während des Zweiten Koalitionskrieges. Bereits während des Spanischen Erbfolgekrieges und speziell im Umfeld der in nächster Nähe (etwa 10 bis 20 km westlich des Orts) stattgefundenen und – nicht nur – für diesen Krieg letztlich entscheidenden zweiten Schlacht bei Höchstädt spielte das Dorf eine gewisse Rolle: Während der Schlacht am 13. August 1704 war nämlich hier der Nachschub der alliierten, also habsburgisch-englisch-holländischen Truppen stationiert.

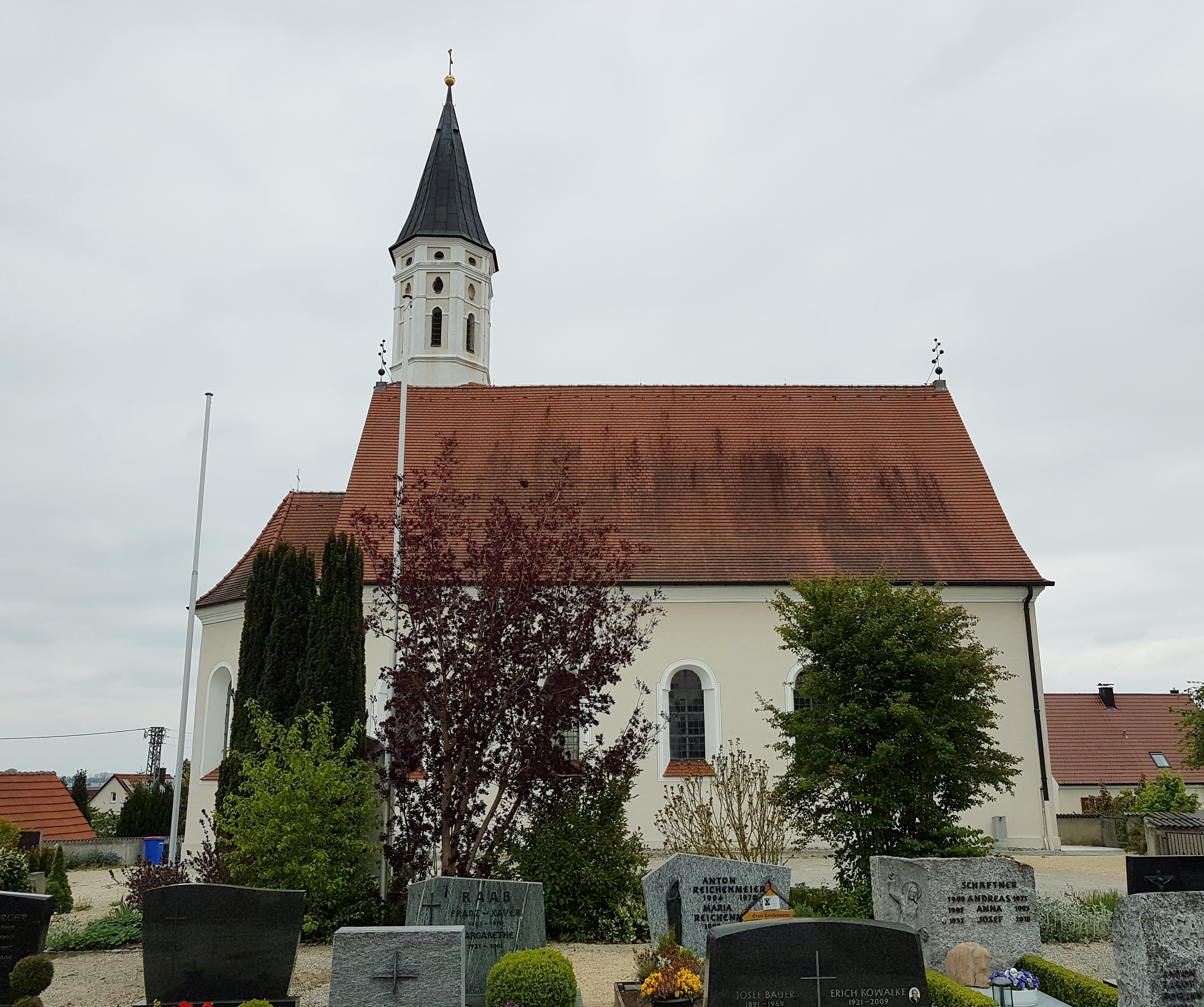
Katholische Filialkirche St. Martin

1696 wurde die im Kern gotische Riedlinger St. Martins-Kirche barockisiert, deren Ausstattung jedoch auch in den folgenden Jahrhunderten immer wieder Erneuerungen erfuhr, so dass ihr Innenraum heute einen letztlich uneinheitlichen Eindruck vermittelt. Bereits im Spätmittelalter war Riedlingen kurzzeitig eine eigene Pfarrei gewesen – 1487 hatte Abt Johannes Saur SOCist von Kais(ers)heim deren Eigenständigkeit sanktioniert, welche bis in die von Herzog Ottheinrich von Pfalz-Neuburg, späterer Kurfürst von der Pfalz, heraufbeschworenen Reformationswirren, welchen beinahe auch die Kaisheimer Abtei zum Opfer gefallen wäre, Bestand hatte; währenddessen hat die Riedlinger Pfarrei auch stets unter dem kirchenrechtlichen Patronat der Zisterze gestanden, bevor es zur Filiale und von 1804/07 bis 1973 zur Kaplanei-Expositur der Pfarrei Wörnitzstein degradiert war. Erst seit dem Neubau der Dreifaltigkeitskirche im Jahr 1973 ist Riedlingen wieder eine eigenständige Pfarrei. Nur wenig wahrgenommen wurden bisher die in dem von außen betrachtet sehr schlichten und – selbst von ehemaligen Ortspfarrern – als „Kaugummifabrik“ verspotteten Zweckbau anzutreffenden künstlerisch hochgradig wertvollen Bildhauerarbeiten (Reliefs am Volksaltar, am Tabernakel sowie die Ganzkörperfigur des über der Altarinsel thronenden Auferstandenen) des Münchener Meisters Klaus Backmund.
Am 1. Januar 1972 wurde Riedlingen im Zuge der Gebietsreform in Bayern nach Donauwörth eingemeindet.
1982 erhielt der Stadtteil Riedlingen seine neue Aussegnungshalle. 1985 wurde der wiedererrichtete Pitzbrunnen übergeben, ein Werk des gebürtigen Düsseldorfers und Wahl-Oettingers Fred Jansen. 1987 wurde die Südspange übergeben, die im 1979 ausgewiesenen Gewerbegebiet Riedlingen endet. 1999 wurde der Neubau des in der Trägerschaft der römisch-katholischen Kirche befindlichen örtlichen St. Martin-Kindergartens eingeweiht.
Seit Protesten der Auchsesheimer Bevölkerung ist Riedlingen mittlerweile der vom Flugverkehr der Firma Eurocopter am meisten betroffene Donauwörther Stadtteil.

## Liste der Gemeindevorsteher (bis 1869) und Bürgermeister (ab 1869)
| Amtszeit  | Name                |
| --------- | ------------------- |
| 1818–1827 | Georg Rister        |
| 1827–1841 | Anton Durner        |
| 1842–1848 | Xaver Sing          |
| 1848–1854 | Bernhard Häfele     |
| 1854–1865 | Leonhard Anzenhofer |
| 1865–1870 | Michael Sailer      |
| 1870–1875 | Johann Zacher       |
| 1876–1882 | Franz Ost           |
| 1882–1896 | Georg Lechner       |
| 1896–1905 | Alois Lechner       |
| 1906–1924 | Josef Rusch         |
| 1924–1928 | Josef Hefele        |
| 1928–1945 | Michael Hillmair    |
| 1945–1962 | Josef Rusch         |
| 1962–1971 | Anton Schäferling   |
| 1971–2002 | Alfred Böswald      |
| 2002–2020 | Armin Neudert       |
| seit 2020 | Jürgen Sorré        |

## Wappen

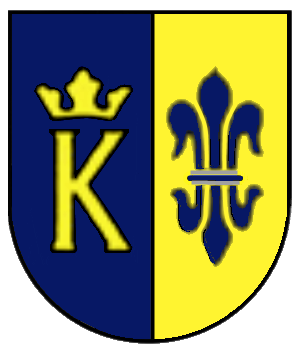
Das Wappen von Riedlingen

Das Riedlinger Wappen ist gespalten von Blau und Gold, es zeigt vorne den golden gekrönten goldenen Großbuchstaben K und hinten eine heraldische Lilie in Blau.

## Bildung
- Gebrüder-Röls-Schule Donauwörth-Riedlingen: Grundschule für die Donauwörther Stadtteile Riedlingen und Wörnitzstein. Im Schuljahr 2009/10 wurden 281 Schülerinnen und Schüler in 12 Klassen unterrichtet.[15]
- Ludwig-Auer-Mittelschule Donauwörth
- Realschule Heilig-Kreuz Donauwörth
- Hans-Leipelt-Schule Donauwörth: Staatliche Fachoberschule und Berufsoberschule
- Ludwig-Bölkow-Schule Donauwörth: Staatliche Berufsschule

## Zivilgesellschaftliches Leben
Riedlingen besitzt einen 1948 gegründeten Sportverein, die SpVgg Riedlingen. Dort werden u. a. Fußball, Tennis, Tischtennis und Turnen angeboten. Der Sportverein stellt innerhalb des dynamisch wachsenden Stadtteils einen zentralen Treffpunkt dar. Neben den sportlichen Belangen kommt ihm so auch eine wichtige soziale und integrative Rolle zu, die sich auch in einer starken Jugendarbeit ausdrückt.
Auch daneben ist das örtliche Vereinsleben sehr vielfältig. Ehrenamtliches Engagement und Freude am Vereinsleben ist unter anderem in der Freiwilligen Feuerwehr Riedlingen, im Fischereiverein, im Schützenverein, im Soldaten-Reservisten- und Kameradenverein, im Jugendtreff "Haisle" e. V., beim Männergesangsverein, in der Siedlergemeinschaft Ramberg oder im Glatzkopfclub anzutreffen.
Einen Höhepunkt im gesellschaftlichen Leben des Ortes stellt das sogenannte Pitzbrunnenfest dar, welches alle zwei Jahre, abwechselnd mit dem Donauwörther Reichsstraßenfest, an der namensgebenden Quelle stattfindet und von den Vereinen des Ortes, im Rahmen der Vereinsgemeinschaft, gemeinsam getragen wird.

## Wiederkehrende Feste und Veranstaltungen
- Pitzbrunnen-Fest (alle zwei Jahre, zuletzt 2017)
- Weinfest
- Plattenparty (alljährlich im August am Riedlinger Baggersee)
- großer Martinsumzug (alljährlich am 11. November)
- Starkbierfest der SpVgg Riedlingen
- Oktoberfest der SpVgg Riedlingen
- Siedlerfest (Ramberg)
- Vatertagsfeier (am/im Feuerwehrhaus)
- Maifeier (am/im Feuerwehrhaus)
- Sportwochenende der SpVgg Riedlingen
- Sommerfest des Katholischen Frauenbundes Riedlingen

## Persönlichkeiten mit Bezug zu Donauwörth-Riedlingen
- (Joseph) Ernst von Bandel, Bildhauer und Architekt, gestorben am 25. September 1876 auf dem Gut Neudegg[16]
- Ludwig von Gaisberg
- Ludwig Kronthaler, 1997 bis 2005 Kanzler der TU München, seit 2010 Generalsekretär der Max-Planck-Gesellschaft, wohnhaft in Riedlingen
- Artur Proeller (1898–1983), Gründer der Supermarktkette Gubi, Ehrenbürger der alten politischen Gemeinde Riedlingen sowie seit 27. April 1978 auch der Stadt Donauwörth[17]